# Eden Studios
Eden Studios, Inc. är ett amerikanskt spelföretag som främst publicerar rollspel.
Eden Studios drivs av George Vasilakos, M. Alexander Jurkat, C.J. Carella och Alexandros Vasilakos. Det är mest känt för sina rollspel Conspiracy X, Angel Roleplaying Game, Buffy: The Vampire Slayer Roleplaying Game, All Flesh Must Be Eaten, CJ Carella's WitchCraft och senast City of Heroes Roleplaying Game (baserat på datorspelet City of Heroes).

## Spel
- Abduction: The Card Game
- All Flesh Must Be Eaten
- Angel Roleplaying Game
- Buffy: The Vampire Slayer Roleplaying Game
- Odyssey (d20-systemet)
- Armageddon: The End Times
- Army of Darkness
- Beyond Human
- City of Heroes: Roleplaying Game
- Conspiracy X
- Eden Studios Presents (Unisystem)
- Ghosts of Albion RPG (baserat på Ghosts of Albion)
- Hack!
- Rail Empires: Iron Dragon: Computer Game
- Terra Primate
- CJ Carella's WitchCraft